# Cordage tendineux du cœur
Les cordages tendineux du cœur sont des cordons inélastiques de tissu conjonctif fibreux situés dans les parties trabéculaire des ventricules cardiaques entre les valves atrio-ventriculaires droite et gauche et les muscles papillaires.

## Structure
Les cordages tendineux relient les valves atrio-ventriculaires droite et gauche aux sommets des muscles papillaires. Elles sont constituées de collagène (80 %) et d'élastine notamment à leur périphérie.
Ils sont de trois catégories :
- les cordages tendineux de premier ordre qui s'attachent sur le bord adhérent des cuspides,
- les cordages tendineux de deuxième ordre qui s'attachent au milieu de la face pariétale des cuspides,
- les cordages tendineux du troisième ordre qui s'attachent sur les bords libres des cuspides.

### Faux cordages
Dans les parties trabéculaires des ventricules, se trouvent des structures similaires entre le septum interventriculaire et la paroi libre des ventricules : les faux cordages tendineux.
Ils jouent un rôle structurel de stabilisation des parois ventriculaires et peuvent avoir un rôle de conduction électrique en contenant des fibres de Purkinje.

## Fonction

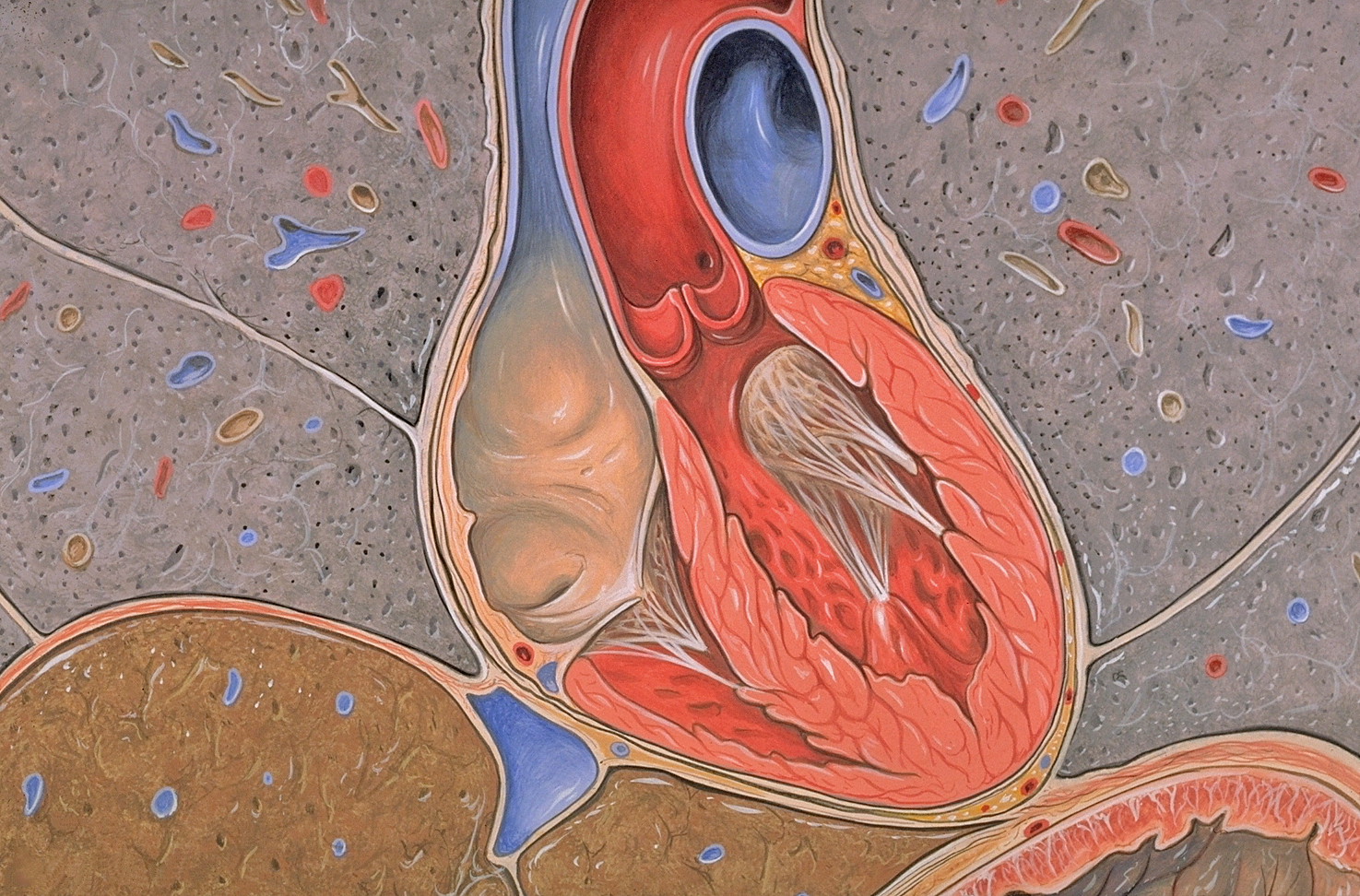
Illustration médicale montrant une coupe transversale du cœur et des poumons, les cordes tendineuses sont visibles.

Pendant la systole auriculaire, le sang circule des oreillettes vers les ventricules selon le gradient de pression. Les cordes tendineuses sont détendues parce que les valves auriculo-ventriculaires sont ouvertes de force.
Lorsque les ventricules du cœur se contractent lors de la systole ventriculaire, l'augmentation de la pression artérielle dans les deux chambres pousse les valvules atrio-ventriculaire à se fermer simultanément, empêchant ainsi le reflux du sang dans les oreillettes. Puisque la pression artérielle dans les oreillettes est bien inférieure à celle dans les ventricules, les cuspides tentent de se diriger vers les régions de basse pression. Les cordes tendineuses empêchent ce prolapsus en se tendant, ce qui tire sur les rabats, les maintenant en position fermée.

## Aspect clinique

### Cordes tendineuses rompues
Les valvulopathies cardiaque peuvent entraîner une rupture des cordes tendineuses. Cela peut provoquer une insuffisance mitrale sévère,.

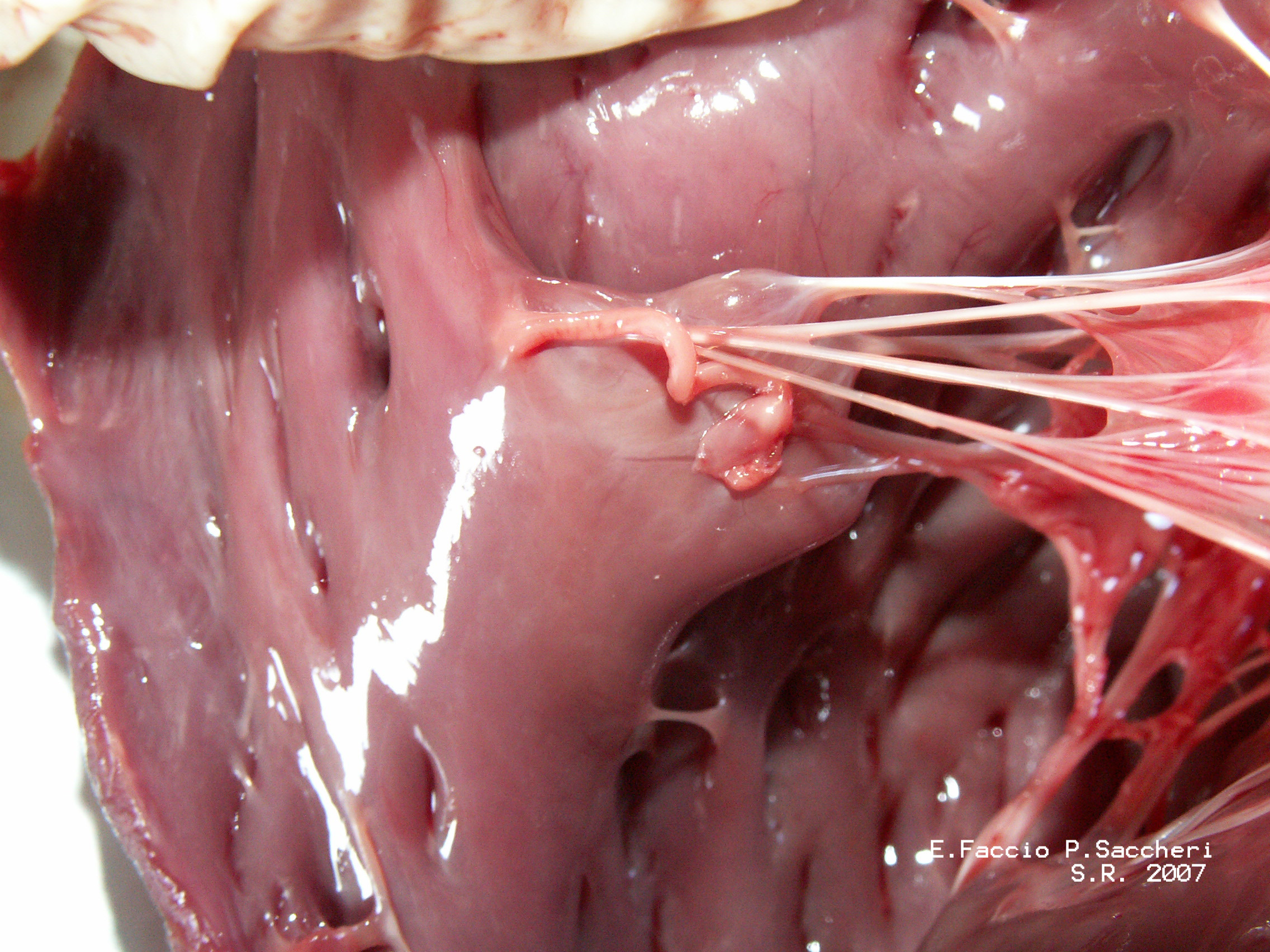
Muscles papillaires et chordae tendineae

### Valve mitrale en parachute
La valvule mitrale en parachute se produit lorsque toutes les cordes tendineuses de la valvule mitrale s'attachent à un seul muscle papillaire. Cela provoque une sténose de la valve mitrale à un âge précoce. Il s'agit d'une cardiopathie congénitale rare. Bien qu'elle provoque souvent une insuffisance mitrale, elle peut ne présenter aucun symptôme.